# Обхід (фільм, 1998)
Обхід (англ. Detour) — американський трилер 1998 року.

## Сюжет
Коли зломщик Денні Девлін і його друг Зіггі пішли брати сейф крутого мафіозного боса, в якому лежало більше мільйона доларів, вони напоролися на засідку. Як виявилося, цю пастку підстроїв навідник Мо. Ледь уникнувши жорстокої розправи, Денні ховається в рідному містечку, де служить шерифом його зведений брат Берл. Отримавши в спадок ферму, Денні вирішує зав'язати зі своїм злочинним минулим. Але коли він дізнається, що в сейфі однієї з місцевих фірм зберігаються великі суми готівкою, він знову хоче повернутися до старого. Тим часом у містечко приїжджає Зіггі зі своєю бандою. Впевнений, що його підставив Денні, він хоче як слід побалакати зі своїм колишнім другом. А по слідах Зіггі йдуть люди мафії.

## У ролях
- Джефф Фейгі — Денні Девлін
- Джеймс Руссо — Зіггі Ротелла
- Майкл Медсен — Берл Роджерс
- Гері Б'юзі — Мо Гінзбург
- Тім Томерсон — Мел Кінер
- Роберт Міано — Джанні Грассо
- Дарнелл Вільямс — Джайлет
- Стейсі Буржуа — Інга
- Еван Рейчел Вуд — Даніелла Роджерс
- Елізабет Ламберт — Брітт Роджерс
- Пол Семпсон — Піті
- Боб Джованні — Роузі
- Кен Ломбард — Саллі
- Едді Ебелл — Боббі
- Дойл МакКерлі — Кел
- Джек Беннон — суддя Різ
- Джош Вульф — Томмі
- Білл Розьє — людина у будинку
- Еллен Траволта — Роза Девлін
- Девід Снедекер — заступник Віллард
- Джек Сноу — Ріфф
- Шанна Ломейстер — Крістал
- Елісон Летсон — Грейсі
- Девід Е. Орнстон — Вік
- Скотт Карр — поліцейський 1
- Кейсі МакДональд — поліцейський 2
- Чатон Андерсон — Гретхен